# Begonya Pozo Sánchez
Begonya Pozo Sánchez   (València, 1974) és una poeta i, des de 1998, professora titular de filologia francesa i Italiana a la Universitat de València, on el 2023 era vicedegana responsable de Cultura, Igualtat, Polítiques Inclusives i Sostenibilitat. Va encunyar el terme criptogínia per a designar l'ocultació de referents femenins en la història de les idees.

## Trajectòria
Va cursar a la Universitat de València estudis de filologia, especialitzant-se en literatura italiana. Es va doctorar l'any 2008, amb la tesi: L'obra lírica de César Simón: poètica del paisatge i de la consciència. A més, és una activista a favor del fet poètic, dedicant gran part del seu temps a visualitzar la poesia d'altres poetes, per això va posar en marxa el Premi de Poesia César Simón (establert l'any 2001), l'Aula de Poesia de la Universitat de València (creada l'any 2002) i l'Aula de la Poesia de la Universitat Politècnica de València (creada entre els anys 2004 i 2009), i també coordina diversos tallers i festivals de poesia.
Ha publicat diversos articles en revistes especialitzades, ha realitzat nombroses col·laboracions i ha dut a terme estudis crítics sobre l'obra d'altres autors. Com a reconeixement al seu treball poètic l'any 2010 va rebre el Premi de Poesia Senyoriu d'Ausiàs March de Beniarjó.

## Obra publicada
- El muro de la noche (Germinal, 2000).[7]
- Tiempo de sal (Edicions 96, 2004). Finalista VII Premi Marc Granell Vila d'Almussafes.[4]
- Poemes a la intempèrie (València, 3i4, 2011), original en català, XXXI Premi Senyoriu d'Ausiàs March. Després ha estat traduït al castellà per l'editorial xilena La Calabaza del Diablo (2014)[4] i l'Editorial Juglar (2017), amb il·lustracions d'Angy Karo.
- A contracor. Edició bilingüe (amb traducció de Guillermo Cano Rojas) i il·lustrada per Susana Do Santos; publicada per Ultramarina & Cartonera Digital (2012).
- Llegiràs l'últim vers (amb il·lustracions per Violeta Esparza), plaquette editada a Palma (2013).
- Novunque (vertebre romane) (Amargord 2015). Edició multilingüe: text original en italià i traduït després al castellà per Carlos Vitale; al català per Jaume C. Pons i Lucia Pietrelli; al gallec per María do Cebreiro i Marc Paone; a l'euskera per Miren Agur Meabe i al portuguès per Ángeles Lence.[8]
- Sense treva (Adia Edicions, 2016).
- Arrel (XIII Premi Pollença de poesia, Godall Edicions, 2024).